# 프랑스병
프랑스병(France病)은 작은 수의 엘리트 군(群)이 관료 사회를 장악함으로써 관료기구가 국정을 수행함에 있어 유연성과 기동성이 떨어졌음을 이르는 말이다. 프랑스 국회의원인 알래페르피트가 그의 저서 《프랑스 병》에서 지적한 말이다.
프랑스병은 "스승들이 흔히 그의 청년 제자들에게 경계하도록 주의를 촉구해 마지않는 프랑스병과도 흡사한 그런 것 말이다"(방드르디, 태평양의 꿈)에서 볼 수 있듯이 성병을 의미한다.